# Giardino di Fin
Il giardino di Fin o Bagh-e Fin, sito a Kashan in Iran, è uno storico giardino persiano. Contiene il Kashan's Fin Bath, dove venne assassinato Amir Kabir, il primo ministro della dinastia Qajar, ucciso da un sicario inviato dallo Scià Nasser al-Din Shah Qajar nel 1852. Il giardino fu completato nel 1590 ed è il più antico giardino oggi esistente in Iran.

## Storia
Le origini del giardino sono anteriori alla dinastia Safavide; alcune fonti indicano che il giardino è stato trasferito da un altro luogo, ma non è stata trovata alcuna chiara documentazione su questa ipotesi.
La struttura del giardino, nella forma attuale, venne realizzata sotto 'Abbas I il Grande (1571-1629), vicino al villaggio di Fin, sito nelle vicinanze di Kashan.
Il giardino venne ampliato dai Safavidi fino a sotto il regno di 'Abbas II (1633-1666) e venne tenuto in grande considerazione durante il regno di Fath Ali Shah che ne ampliò le sue dimensioni.
Fu qui che nel 1852 Amir Kabir, primo ministro di Persia durante il regno di Nasser al-Din Shah Qajar, fu ucciso su ordine di quest'ultimo.
Successivamente soffrì di un lungo periodo di completo abbandono e venne danneggiato più volte fino a quando, nel 1935, è stato indicato come bene nazionale dell'Iran. Nel 2007, l'8 settembre, è stato proposto per l'inserimento nella lista dei Patrimoni dell'umanità.
Il 18 luglio 2012 è stato infine riconosciuto come Patrimonio dell'Umanità dall'UNESCO.

## Struttura
Il giardino copre una superficie di 2.3 ettari con un cortile centrale circondato da mura con quattro torri circolari. In linea con molti dei giardini persiani di questa epoca, il giardino di Fin ha un gran numero di giochi d'acqua.
Questi sono alimentati da una sorgente ubicata sulla collina dietro il giardino, e la pressione dell'acqua è tale da poter alimentare un gran numero di piscine e fontane senza bisogno di pompe meccaniche.
Il giardino contiene numerosi cipressi e combina caratteristiche architettoniche della dinastia safavide, della dinastia Zand e della dinastia Qajar.